# 比揚卡河
比揚卡河是烏克蘭的河流，位於該國中部，流經基洛夫格勒州，屬於因胡尔河的左支流，發源自基洛沃格勒附近，河道全長5.5公里，流域面積43平方公里。